# ستيفن كامبل
ستيفن كامبل (بالإنجليزية: Steven Campbell)‏ (20 أغسطس 1986 ببرث في أستراليا - ) هو لاعب كرة قدم أسترالي في مركز الدفاع. لعب مع نادي بارتيك ثيسل ونادي رينجرز ونادي إيست فيف ونادي برث وأردريونيانز.

## وصلات خارجية
- ستيفن كامبل على موقع قاعدة بيانات كرة القدم.إي يو (الإنجليزية)
- ستيفن كامبل على موقع Soccerbase.com (لاعب) (الإنجليزية)